# Costiș
Costiș románul: Costiș, falu Romániában, a Bánságban, Krassó-Szörény megyében.

## Fekvése
Bogoltény (Bogâltin) mellett fekvő település.

## Története
Costiş korábban Bogoltény (Bogâltin) része volt. 1956-ban vált külön, 89 lakossal.
1966-ban 123, 1977-ben 90, 1992-ben 52, 2002-es népszámláláskor pedig 33 román lakosa volt.